# Thiruverumbur
Thiruverumbur è una suddivisione dell'India, classificata come town panchayat, di 16.835 abitanti, situata nel distretto di Tiruchirappalli, nello stato federato del Tamil Nadu. In base al numero di abitanti la città rientra nella classe IV (da 10.000 a 19.999 persone).

## Geografia fisica
La città è situata a 10° 47' 20 N e 78° 46' 08 E.

## Società

### Evoluzione demografica
Al censimento del 2001 la popolazione di Thiruverumbur assommava a 16.835 persone, delle quali 8.500 maschi e 8.335 femmine. I bambini di età inferiore o uguale ai sei anni assommavano a 1.805, dei quali 912 maschi e 893 femmine. Infine, coloro che erano in grado di saper almeno leggere e scrivere erano 13.152, dei quali 7.134 maschi e 6.018 femmine.